# Bogdan Matei
Constantin-Bogdan Matei (ur. 26 października 1980) – rumuński polityk i nauczyciel, senator, w latach 2018–2019 minister młodzieży i sportu.

## Życiorys
W młodości był zawodnikiem piłki nożnej, grał w drużynie uniwersyteckiej w ramach Ligi III. W 2004 ukończył studia z wychowania fizycznego na Universitatea „Lucian Blaga” din Sibiu. Następnie na tej uczelni kształcił się w zakresie zarządzania organizacjami sportowymi, odbył także kursy pedagogiczne i trenerskie. W 2015 rozpoczął studia doktoranckie na Universitații de Educație Fizică și Sport w Bukareszcie. Od 2005 pracował jako nauczyciel wychowania fizycznego, od 2013 był wicedyrektorem gimnazjum w miejscowości Râmnicu Vâlcea. W 2016 sprawował funkcję zastępcy okręgowego inspektora szkolnego.
Zaangażował się w działalność polityczną w ramach Partii Socjaldemokratycznej. W 2016 i 2020 wybierany do Senatu. 20 listopada 2018 powołany na stanowisko ministra młodzieży i sportu w rządzie Vioriki Dăncili. Zakończył pełnienie tej funkcji w listopadzie 2019 wraz z całym gabinetem.